# スターシップ HLS
スターシップHLS（スターシップ・ヒューマン・ランディング・システム, スターシップ有人月面着陸船）は、月軌道周回船から宇宙飛行士を乗せ替えて、月面へ移送・着陸し往復させるシステムである。このシステムは、アメリカ航空宇宙局 (NASA) との契約により、スペースXにより同社のスターシップ宇宙船を元に設計製造される、アルテミス計画の中核をなす2020年代に月面へと人を送り込む要のシステムである。
この計画では、スーパーヘビー・ブースターを利用してスターシップHLSを地球軌道上へと打ち上げ、複数のタンカーとしてのスターシップによる燃料再充填を行い、月楕円軌道へ乗せる。その後、NASAのSLSで打ち上げられたオリオン宇宙船とドッキングして宇宙飛行士をスターシップHLSへ乗せ替え、月面へと向かい5回以上の船外活動を行うため数日間滞在させ、オリオン宇宙船へ帰還させる。
NASAは、HLS調達プロセスの第3段階として、2021年4月にスペースXにスターシップHLSの開発、製造、実証のための契約を発注した。有人宇宙飛行は、アルテミス3ミッションの一部として、早ければ2025年を予定していたが、2026年9月まで遅延するが、それ以前の無人の試験飛行が月面に着陸し、月楕円軌道に帰還することに成功した後に行われる予定である。

## デザイン
スターシップHLSは、月着陸用に、スターシップのバリエーションの一種として最適化された宇宙船である。通常のスターシップと違い大気圏再突入をしないので、ヒートシールドや飛行コントロールの翼を取り付けていない。よって、大気圏再突入を前提としたスターシップよりも軽量となり、スターシップのタンカーによる燃料補給回数を減らせる。
複数のステージを提案した他のHLS設計とは対照的に、宇宙船全体が月に着陸し、月から離陸する。スターシップと同様に、スターシップHLSには6基のラプターエンジンを搭載し、地球からの打ち上げでは第2段として機能するときに使用される。また、すべての飛行段階でメイン推進システムとしても、このラプターエンジンは使用される。月面から100メートル以内では、スターシップHLSは、月面レゴリスとのプルーム衝突問題を回避するために、ボディ中央に位置する高推力RCSスラスタを利用する。スラスターは、ラプターエンジンが使用する液体酸素とメタンと違って、必要に応じ気体の酸素とメタンを燃やす。スターシップHLSは、機体円筒部に設置されたソーラーパネルによって電力が供給される。
スターシップHLSには、ミッション中に軌道上での推進剤の補給が必要である。地球からのHLS本体の打ち上げ前に、燃料タンカーとして構成されたスターシップが地球軌道に打ち上げられる。ミッションによって、推進剤を運ぶ4～14機のスターシップタンカーが補給する。2023年11月、NASAは、燃料補給の打ち上げの必要な数は「10数」であり、沸騰による液体極低温推進剤の損失のために、打ち上げは「迅速な連続」である必要があると述べた。その後、スターシップHLSは、先に打ち上げられ待機中のスターシップ・タンカーとランデブーし、地球軌道から月軌道に通過する前に燃料を補給する。
スターシップHLSの特徴:
- 月面の近くで使用するための、約24個の酸素・メタンスラスター[要出典]

- 月軌道での100日間の周回能力[7]

- 2020年の募集時にNASAが要求した回数よりも、月面上でのより多くの船外活動のサポート[7]

- 大きな推進剤のマージンは、月からの緊急上昇を迅速化するために適用できる[7]

この計画では、スーパーヘビー・ブースターを利用してスターシップHLSを地球軌道上へと打ち上げ、複数のスターシップ・タンカーによる燃料再充填を行い、月楕円軌道へ乗せる。その後、NASAのSLSで打ち上げられたオリオン宇宙船とドッキングして宇宙飛行士をスターシップHLSへ乗せ替え、月面へと向かい5回以上の船外活動を行うため数日間滞在させ、オリオン宇宙船へ帰還させる。
NASAによると、構成の変更を最小限に抑え、スターシップHLSの設計と開発を可能な限り汎用なデザインにすることは、さまざまな設計に対しての追加での、テスト、評価、および検証の必要性を排除することで、将来のスターシップHLS組み立てに利益をもたらす。NASAは、これにより、スペースXが宇宙船の開発を加速し、可用性を確保し、ミッション統合のための予定通りのデリバリーを可能にすると付け加えた。

アルテミス3 月乗り換えのコンセプト・インフォグラフィック

スターシップHLSは、スペースXのスターシップシステム上に新しいバリエーションとして宇宙船を追加することで構築される。この宇宙船は、HLS契約前にすでに計画されていたスターシップのスーパーヘビー・ブースターと2基の追加スターシップ「タンカー」と「デポ」という宇宙船と組み合わせて使用される。

### スターシップ計画へ至る道のり
スペースXによるスターシップの初期コンセプトは、2010年代初頭に、イーロン・マスクが2011年以来提唱してきた火星植民地化の取り組みのために構築される宇宙船として考案され、最初の入植者は2020年代半ばまでに到着する構想であった。
2016年までに、構想範囲はやや広くなって、大気の有無にかかわらず惑星への着陸が可能とされた。しかし、月への到達についてマスクは特に強調することはなく、彼は特に月は火星への道に必要なステップではないと述べた。
スペースXは、炭素複合材で製造したパスファインダーハードウェアを約1年間構築した後、2018年後半には、スターシップの主な素材をステンレス鋼と決定し、液化メタンと液体酸素タンクの圧力容器建設を含む最初のテスト記事の製造は2019年初頭に始まった。
2019年7月から2021年7月の間に、それぞれ異なるロケット設計構成とさまざまなテスト目標を持つ7つのスターシップのプロトタイプが、合計8回大気圏内でテスト飛行した。それら全てがテキサス州ボカチカにあるスペースXの南テキサス発射場から打ち上げられた。

### アルテミス3 初期契約 ("オプションA")
スターシップ自体は2010年代半ばからスペースXにより民間資金で開発されているが、スターシップHLSはNASAの月面有人着陸船システム契約の下で開発されている。最初の契約で設計作業は2020年5月に開始され、2021年4月にスターシップHLSがアルテミス3ミッションで「最初の女性と次の男性」を月に着陸させる、フル開発のためにNASAによって選ばれ契約が結ばれた。

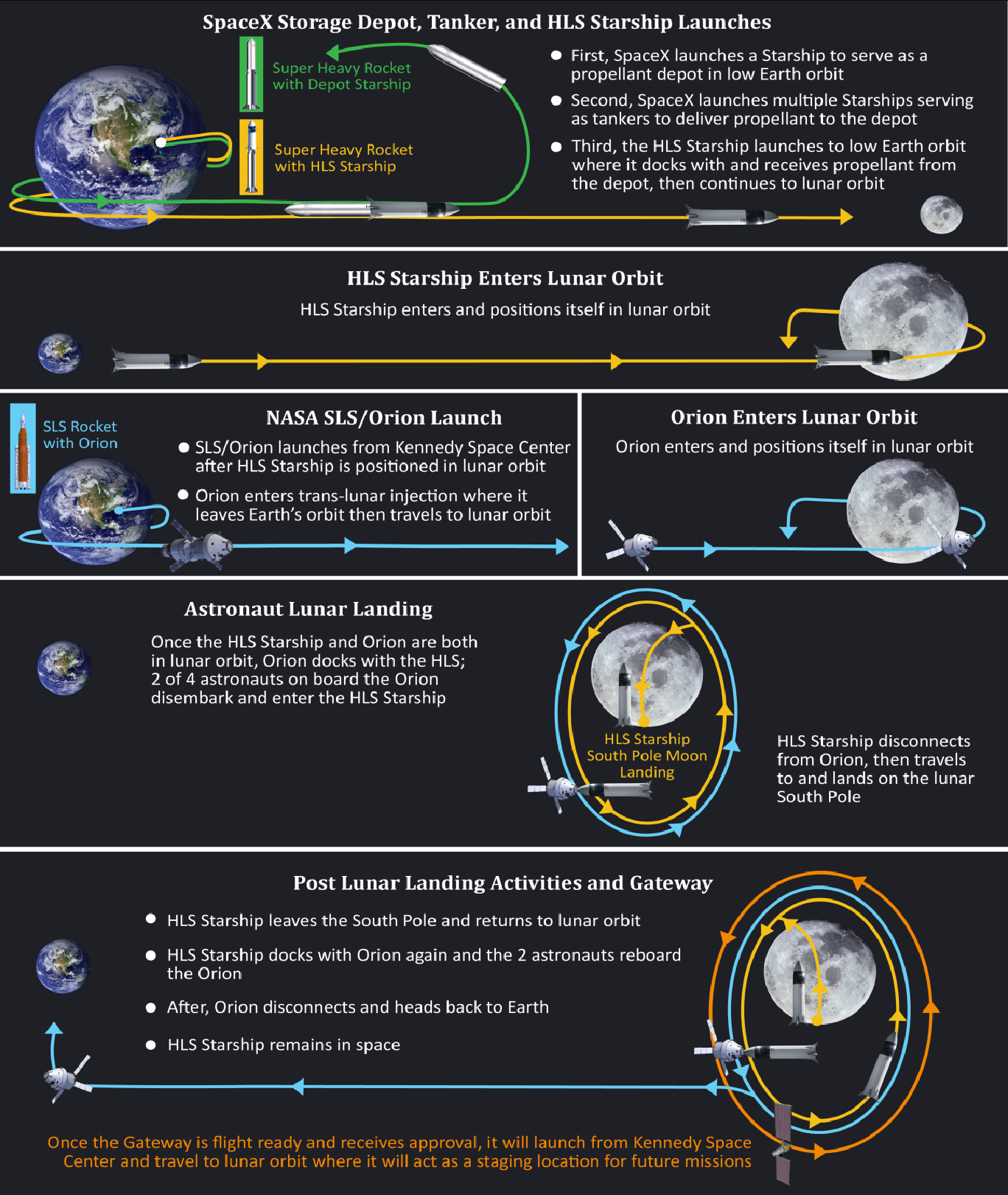
アルテミス3ミッションの詳細、オリオン宇宙船とスターシップHLS

### アルテミス4 契約("オプションB")
2022年3月23日、NASAは、新しい持続可能性要件を満たすためにHLS設計を更新し、月への2回目のスターシップHLSの有人デモンストレーションミッションを調達する意向を発表した。NASAは、2021年のHLS契約に基づくオプションを行使することにより、スペースXへの独占契約を再交渉する予定である。更新されたスターシップHLSは、アルテミス5ミッションに使用され、その後の着陸計画では、他のベンダーから調達する着陸船と競合する。
2022年11月15日、NASAは11億5000万米ドルのオプションB契約を発表し、この有人着陸がアルテミス4の一部として行われると発表した。フライトには、月軌道プラットフォームゲートウェイとのドッキングが含まれる。オプションBのHLSは、「持続可能な」HLSに対するNASAの要件を満たす。この契約には、4人の乗組員をサポートし、より多くの物資を月面へ届ける能力が含まれる。